# San José Chicalotla
San José Chicalotla är en ort i Mexiko.   Den ligger i kommunen Chilchotla och delstaten Puebla, i den sydöstra delen av landet, 210 km öster om huvudstaden Mexico City. San José Chicalotla ligger 2 197 meter över havet och antalet invånare är 253.
Terrängen runt San José Chicalotla är varierad. Runt San José Chicalotla är det ganska tätbefolkat, med 65 invånare per kvadratkilometer. Närmaste större samhälle är Rafael J. García, 1,9 km väster om San José Chicalotla. I omgivningarna runt San José Chicalotla växer i huvudsak blandskog.